# 57-es busz (Komló)
A komlói 57-es jelzésű autóbusz Autóbusz-állomás Dávidföld Körtvélyes útvonalon közlekedik a 7-es busszal összevonva. 
Története: 2019. február 1-jén indult el az 57-es járat, amely, mint a számozása is mutatja az 5-ös dávidföld és 7-es Körtvélyesi járat összegyúrása. A beindítása évtizedekkel ezelőtt is felvetődött már, de a dávidföldi végállomás és a Mecsekfalui út között nem volt olyan minőségű útkapcsolat, amely lehetővé tette volna autóbuszok biztonságos közlekedését. 
A Munkácsy Mihály utca keskeny, rossz minőségű volt, az autók is alig fértek el egymás mellett. Komló város Önkormányzata 2016-ban 385 millió forintos, állami támogatást nyert el az út teljes felújítására, a kivitelezés 2017 tavaszán kezdődhetett meg. Kicserélték a közműveket, kiszélesítették az utat, két új buszmegállót is létesítettek, elhárult az akadály a tervezett buszjáratok elől. 
Az 57-es járat az 5-ös vonalán majd a Munkácsy utcán áthaladva éri el a 7-es járat vonalát. Így az 57-es két fontos városrészt is érint közlekedése során.
Az 57-es járat jelenleg munkanapokon csúcsidőszakon kívül, tehát a kevésbé forgalmas reggeli és esti órákban váltja ki az 5-ös és 7-es helyi járatokat, vasárnaponként és ünnepnapokon azonban egész nap csak az 57-es közlekedik.